# Poecilanthrax nigripennis
Poecilanthrax nigripennis är en tvåvingeart som först beskrevs av Cole 1917.  Poecilanthrax nigripennis ingår i släktet Poecilanthrax och familjen svävflugor. Inga underarter finns listade i Catalogue of Life.